# 傳藝類最佳專輯製作人獎 (金曲獎)
傳藝金曲獎傳藝類最佳專輯製作人獎是由國立傳統藝術中心在臺灣舉辦的現行頒發獎項。

## 歷屆得獎暨入圍名單
|  | 獲獎者 |

### 最佳唱片製作人獎（第8屆～第10屆）
| 年份 （屆次）   | 入圍作品                                                |
| --------------- | ------------------------------------------------------- |
| 1997 （第8屆）  | 杜黑 《映象中國》                                       |
| 1997 （第8屆）  | 朱宗慶／《鑼揚鼓慶》                                    |
| 1997 （第8屆）  | 鍾適芳／《一夜京戲》                                    |
| 1997 （第8屆）  | 鍾適芳／《檳榔兄弟》                                    |
| 1997 （第8屆）  | 蘇顯達／《名琴．名曲的饗宴（四）》                      |
| 1998 （第9屆）  | 吳榮順、謝宜文 《美濃人美濃歌－客家山歌．八音現場紀實》 |
| 1998 （第9屆）  | 杜黑／《臺灣原住民組曲－馬蘭姑娘》                      |
| 1998 （第9屆）  | 表演工作坊／《又一夜，他們說相聲》                      |
| 1998 （第9屆）  | 鍾進益／《琴緣一生－史蘭倩絲卡的音樂與人生》            |
| 1998 （第9屆）  | 蔡裕人（弦人）／《用愛點亮後山希望》                    |
| 1999 （第10屆） | 楊忠衡 《林克昌指揮柴科夫斯基第四號交響曲》             |
| 1999 （第10屆） | 吳榮順／《平埔族音樂紀實系列》                          |
| 1999 （第10屆） | 楊忠衡／《林克昌指揮柴科夫斯基第五號交響曲》            |
| 1999 （第10屆） | 杜黑／《一九九八世界青年合唱團在台灣》                  |
| 1999 （第10屆） | 陳冠州／《台灣情 泰然心》                               |

### 最佳專輯製作人獎（第11屆～至今）
| 年份 （屆次）                                            | 入圍作品                                                                                                  |
| -------------------------------------------------------- | --- |
| 2000 （第11屆）                                          | 鍾永豐、林生祥、陳冠宇 《我等就來唱山歌》                                                                 |
| 2000 （第11屆）                                          | 黃正銘／《南風起兮》                                                                                      |
| 2000 （第11屆）                                          | 陳揚／《同學會》                                                                                          |
| 2000 （第11屆）                                          | 愚溪、楊枝梅／《牧心》                                                                                    |
| 2000 （第11屆）                                          | 宋文勝／《留心》                                                                                          |
| 2000 （第11屆）                                          | 吳榮順／《恆春半島民歌紀實》                                                                              |
| 2001 （第12屆）                                          | 吳金黛 《我的海洋》                                                                                       |
| 2001 （第12屆）                                          | 眭澔平、林建成／《中華說唱曲藝小百科第二系列》                                                            |
| 2001 （第12屆）                                          | 杜黑／《我在飛翔－台北愛樂的世界之旅》                                                                    |
| 2001 （第12屆）                                          | 陳主惠、陳明仁／《生命之歌》                                                                              |
| 2002 （第13屆）                                          | 吳榮順 《南部鄒族民歌》                                                                                   |
| 2002 （第13屆）                                          | 黃偟／《古典台灣風情－黃偟小提琴小品精選》                                                                |
| 2002 （第13屆）                                          | 范宗沛／《優人神鼓2000~2002世界巡迴》                                                                     |
| 2002 （第13屆）                                          | 杜黑／《佛教涅槃曲－佛說阿彌陀經》                                                                        |
| 2002 （第13屆）                                          | 連雅文／《被丟棄的寶貝》                                                                                  |
| 2003 （第14屆）                                          | 眭澔平 《台灣百年歌謠樂史彈唱見證》                                                                       |
| 2003 （第14屆）                                          | 蟻康亮／《給我的父親－郭英男》                                                                            |
| 2003 （第14屆）                                          | 史擷詠／《同路人（詩說情．愛）》                                                                          |
| 2003 （第14屆）                                          | 彭靖／《VuVu的故事》                                                                                      |
| 2004 （第15屆）                                          | 王曙芳 《Mihumisa(n)g 祝福你》                                                                            |
| 2004 （第15屆）                                          | 鍾適芳／《流浪之歌音樂節》                                                                                |
| 2004 （第15屆）                                          | 陳冠州／《馬拉威是咱的兄弟》                                                                              |
| 2004 （第15屆）                                          | 林奐均、蘇燕輝／《你是我最愛》                                                                            |
| 2004 （第15屆）                                          | 王心心／《靜夜思》                                                                                        |
| 2004 （第15屆）                                          | 徐伯年／《意象繽紛---台灣現代音樂集（一）》                                                               |
| 2005 （第16屆）                                          | 王正平、王振宇 《絲竹傳奇》                                                                               |
| 2005 （第16屆）                                          | 鍾適芳、烏仁娜／《生命（Amilal）》                                                                        |
| 2005 （第16屆）                                          | 曹登昌／《誰在山上唱歌》                                                                                  |
| 2005 （第16屆）                                          | 李泰祥／《雲在頭上飛》                                                                                    |
| 2005 （第16屆）                                          | 費翔／《費翔「百老匯經典輯」》                                                                            |
| 2006 （第17屆）                                          | 洪瑞珍 《台灣念歌》                                                                                       |
| 2006 （第17屆）                                          | 馬玉華／《神鵰俠侶交響樂》                                                                                |
| 2006 （第17屆）                                          | 蘇慶俊／《源─駱維道合唱作品集》                                                                           |
| 2006 （第17屆）                                          | 徐伯年／《當代風華─台灣現代音樂集（二）》                                                                 |
| 2006 （第17屆）                                          | 吳金黛、懷劭.法努司／《牽Ina的手》                                                                        |
| 2007 （第18屆）                                          | 徐伯年 《春華秋水》                                                                                       |
| 2007 （第18屆）                                          | 黃家隆、歐陽伶宜、蘇煌期／《桃山小學的夏天音樂課》                                                        |
| 2007 （第18屆）                                          | 李和莆／《水鬼城隍爺》                                                                                    |
| 2007 （第18屆）                                          | 史擷詠／《夢土－部落之心》                                                                                |
| 2008 （第19屆）                                          | 王志萍 《新古典崑劇〈尋找遊園驚夢〉》                                                                     |
| 2008 （第19屆）                                          | 黃家隆／《歐陽伶宜 演繹 巴赫無伴奏大提琴組曲全集》                                                        |
| 2008 （第19屆）                                          | 王閔弘／《In love with you 暗戀男聲》                                                                     |
| 2008 （第19屆）                                          | 劉亮延／《2007<曹七巧>劇場音樂原聲帶》                                                                    |
| 2009 （第20屆）                                          | 王森地、吳金黛 《蒙古長調民歌》                                                                           |
| 2009 （第20屆）                                          | 尤子澤、吳庭毓／《弓絃漫舞~NSO首席絃樂團Dancing with the Strings~NSO Soloists Strings Chamber Orchestra》 |
| 2009 （第20屆）                                          | 徐伯年／《台灣現代音樂集四 聲動》                                                                         |
| 2009 （第20屆）                                          | 陳中申、周逸芬、陳薇安／《永遠的兒歌－小球聽國樂 外婆橋》                                                 |
| 2009 （第20屆）                                          | 黃宏仁／《〈冬之旅〉Die Winterreise, D. 911》                                                             |
| 2009 （第20屆）                                          | 馬修·連恩／《旅客》                                                                                       |
| 2010 （第21屆）                                          | 程芷香 《自由想－源自遠古的呼聲》                                                                         |
| 2010 （第21屆）                                          | 王志萍／《故宮新韻：明皇幸蜀圖─經典崑劇〈長生殿〉》                                                       |
| 2010 （第21屆）                                          | 梁啟慧／《樂活無界 Beyond Boundaries》                                                                    |
| 2010 （第21屆）                                          | 鍾耀光／《胡旋舞》                                                                                        |
| 2010 （第21屆）                                          | 蕭泰然／《蕭泰然鋼琴獨奏曲集－家園的回憶》                                                                |
| 2011 （第22屆）                                          | 吳馬丁（Martijn Vanbuel） 《失落的環節The Missing Link》                                                  |
| 2011 （第22屆）                                          | 馬修·連恩／《傾聽大地的聲音》                                                                             |
| 2011 （第22屆）                                          | 陳彤／《塔玲瓏〈我一直聽見自己的笙音〉》                                                                  |
| 2011 （第22屆）                                          | 饒瑞舜、陳威稜／《你知道的‧陳威稜與單簧管的6個漫遊》                                                      |
| 2011 （第22屆）                                          | 黃輔棠／《琴韻情聲─林昭亮演奏阿鏜小提琴曲集》                                                             |
| 2011 （第22屆）                                          | 蘇文慶／《臺灣四季》                                                                                      |
| 2012 （第23屆）                                          | 饒瑞舜、歐光勳 《閱讀盧亮輝》                                                                             |
| 2012 （第23屆）                                          | 聶焱庠、黃世雄、林俊龍／《當代無伴奏男聲合唱－千縷清風 A Thousand Winds》                                 |
| 2012 （第23屆）                                          | 鍾耀光／《行雲》                                                                                          |
| 2012 （第23屆）                                          | 李子恆／《落番-李子恆 原聲配樂 ＆ 歌謠創作》                                                              |
| 2012 （第23屆）                                          | 聶琳、吳金黛／《歌開始的地方》                                                                            |
| 2013 （第24屆）                                          | 葉綠娜、尤子澤 《在野的紅薔薇─郭芝苑鋼琴獨奏曲集》                                                        |
| 2013 （第24屆）                                          | 鍾耀光／《擊境》                                                                                          |
| 2013 （第24屆）                                          | 楊敏奇、長城弦樂四重奏／《長城》                                                                          |
| 2013 （第24屆）                                          | 黃正銘／《無極－春夏秋冬》                                                                                |
| 2013 （第24屆）                                          | 王溪泉／《南島Vali》                                                                                      |
| 2014 （第25屆）                                          | 南投縣信義鄉布農文化協會 《布農Lileh之聲》                                                                |
| 2014 （第25屆）                                          | 朱宗慶／《樂典09--王怡雯、李元貞、洪千惠》                                                                |
| 2014 （第25屆）                                          | 顧寶文、李哲藝、許銘顯／《南方傳奇-港都綺緣》                                                             |
| 2014 （第25屆）                                          | 杜黑／《錢南章「十二生肖」台北愛樂合唱團40週年鉅獻》                                                      |
| 2014 （第25屆）                                          | 呂鈺秀、高淑娟／《尋覓複音》                                                                              |
| 2015 （第26屆）                                          | 陳雲紅 《<寂靜之聲>—經典聖樂合唱作品》                                                                    |
| 2015 （第26屆）                                          | 錢善華／《<記憶‧帛琉>1965-1966年山口修帛琉采風錄》                                                        |
| 2015 （第26屆）                                          | 李惠美／《馬水龍<霸王虞姬>交響組曲》                                                                      |
| 2015 （第26屆）                                          | 鍾興民／《<風．極境>蘇孟風古典吉他獨奏專輯》                                                              |
| 2015 （第26屆）                                          | 李文智、Mark Cudek／《Greensleeves 綠袖子》                                                               |
| 2016 （第27屆）                                          | 顧寶文 《臺灣意象》                                                                                       |
| 2016 （第27屆）                                          | 呂紹嘉、尤子澤／《世紀交響—呂紹嘉與國家交響樂團經典現場重現》                                             |
| 2016 （第27屆）                                          | 饒瑞舜／《臺灣音樂憶像－島嶼記憶》                                                                        |
| 2016 （第27屆）                                          | 林俊龍、Burkhard Schmilgun／《Through Darkness to the Light》                                             |
| 2016 （第27屆）                                          | 鄭榮興／《客家大戲-潛園風月》                                                                             |
| 2017 （第28屆）                                          | 蘇慶俊 《土地的歌 - 石青如合唱作品》                                                                      |
| 2017 （第28屆）                                          | 陳玲玉、林文川、婭力木／《心繫 福爾摩沙 - 蕭泰然室內樂作品》                                              |
| 2017 （第28屆）                                          | 陳中申／《扮仙 - 陳中申笛子獨奏曲集》                                                                     |
| 2017 （第28屆）                                          | 鄭立彬／《遶境 - 音樂會實況影音專輯》                                                                     |
| 2017 （第28屆）                                          | 鄭榮興／《客家大戲<六國封相－蘇秦>》                                                                      |
| 2018 （第29屆）                                          | 鄭立彬、尤子澤 《瘋原祭》                                                                                 |
| 2018 （第29屆）                                          | 史茵茵、余佳倫／《再見再見》                                                                              |
| 2018 （第29屆）                                          | 鄭榮興／《客家大戲—駝背漢與花姑娘》                                                                       |
| 2018 （第29屆）                                          | 鄭榮興／《2017精緻客家大戲—膨風美人》                                                                     |
| 2018 （第29屆）                                          | 鄭立彬／《李天祿的四個女人》                                                                              |
| 2019 （第30屆）                                          | 鄭榮興 《客家大戲—戲夢情緣》                                                                              |
| 2019 （第30屆）                                          | 古育仲／《印象臺灣II》                                                                                    |
| 2019 （第30屆）                                          | 何康國／《交響臺北I》                                                                                     |
| 2019 （第30屆）                                          | 蘇慶俊／《默禱—蕭泰然老師紀念音樂會錄音專輯》                                                             |
| 2019 （第30屆）                                          | 黃宏仁／《陳毓襄．雨夜琴聲—聆聽台灣最古老的管風琴》                                                       |
| 2019 （第30屆）                                          | 傅永和／《傅永和巴赫六首低音提琴無伴奏組曲》                                                              |
| 2020 （第31屆）                                          | 黃可儂 《遞嬗-羅惠真 漢詩吟唱＆藝術歌曲專輯》                                                             |
| 2020 （第31屆）                                          | 李宜錦、蘇孟風、尤子澤／《NSO首席之聲 李宜錦-調和的靈感》                                                 |
| 2020 （第31屆）                                          | 林芳宜／《於此 有時Dasein-何婉甄獨奏專輯》                                                                |
| 2020 （第31屆）                                          | 鄭榮興／《客家大戲-地獄變》                                                                               |
| 2020 （第31屆）                                          | 魏樂富／《鋼琴上的詩人》                                                                                  |
| 2020 （第31屆）                                          | 顧寶文／《北管風》                                                                                        |
| 2021 （第32屆）                                          | 陳雲紅 《〈䪩〉──無設限的詩歌紀行》                                                                       |
| 2021 （第32屆）                                          | 東冬．侯溫、亞崴尤奈／《兒路概念音樂專輯》                                                                |
| 2021 （第32屆）                                          | 林子鈺／《桃園四季》                                                                                      |
| 2021 （第32屆）                                          | 彭書禹、黃湘怡／《遊唱動物園》                                                                            |
| 2021 （第32屆）                                          | 蕭育霆／《沿海憶像──臺九線詩篇》                                                                          |
| 2022 （第33屆）                                          | 焦元溥 《樂讀普希金》                                                                                     |
| 2022 （第33屆）                                          | Benjamin Dreßler／《文以莊 神的使女》                                                                     |
| 2022 （第33屆）                                          | 安德石／《笛蝶故事》                                                                                      |
| 2022 （第33屆）                                          | 呂紹嘉、尤子澤／《來自臺灣──呂紹嘉的原鄉情懷》                                                            |
| 2022 （第33屆）                                          | 歐聰陽、李哲藝、蔡珮漪／《臺灣眼世界心──環球遊記》                                                        |
| 2023 （第34屆）                                          | 郭哲誠 《搜神尋妖 玩樂趣》                                                                                |
| 2023 （第34屆）                                          | 吳金黛、謝漢揚／《誰在vuvu家唱歌》                                                                        |
| 2023 （第34屆）                                          | 林吳素霞／《南管七大枝頭排門頭系列—【倍工】四孤、四對》                                                   |
| 2023 （第34屆）                                          | 陳中申／《經典笛曲（1）百鳥引》                                                                           |
| 2023 （第34屆）                                          | 陳維斌／《台語十四行歌 人生七章》                                                                         |
| 2024 （第35屆）                                          | 吳榮順 《聽到噠仔聲就知莊中有大事》                                                                       |
| 2024 （第35屆）                                          | 國家交響樂團、呂紹嘉／《傳承與展望－江文也紀念專輯》                                                      |
| 2024 （第35屆）                                          | 李美文、饒瑞舜、施迪文／《映畫．臺灣》                                                                    |
| 2024 （第35屆）                                          | 張璿／《即興貳拾壹》                                                                                      |
| 2024 （第35屆）                                          | 樊曼儂／《吹笛人逍遙遊－當代長笛室內樂精選》                                                              |
| 2024 （第35屆）                                          | 簡文彬／《菲利克斯・黑爾：管風琴幻想曲》                                                                  |
| 2025 （第36屆）                                          | |
| 簡文彬／《舒密特與楊文信：萬彩雙琴》                     | |
| 張紅蘋／《綻 Blossom》                                   | |
| 鄭榮興／《傳聲錄•泗水關》                                | |
| 黃裕昌、陳雨亭／《陳必先的貝多芬計畫──以時間入味的傳奇》 | |
| 胡延忠、張玹、黃毓棻／《安土》                           | |

## 外部連結
- 國立傳統藝術中心 （页面存档备份，存于）
- 第35屆傳藝金曲獎 （页面存档备份，存于）
- 傳藝金曲獎的Facebook專頁